# Jamie Donoughue

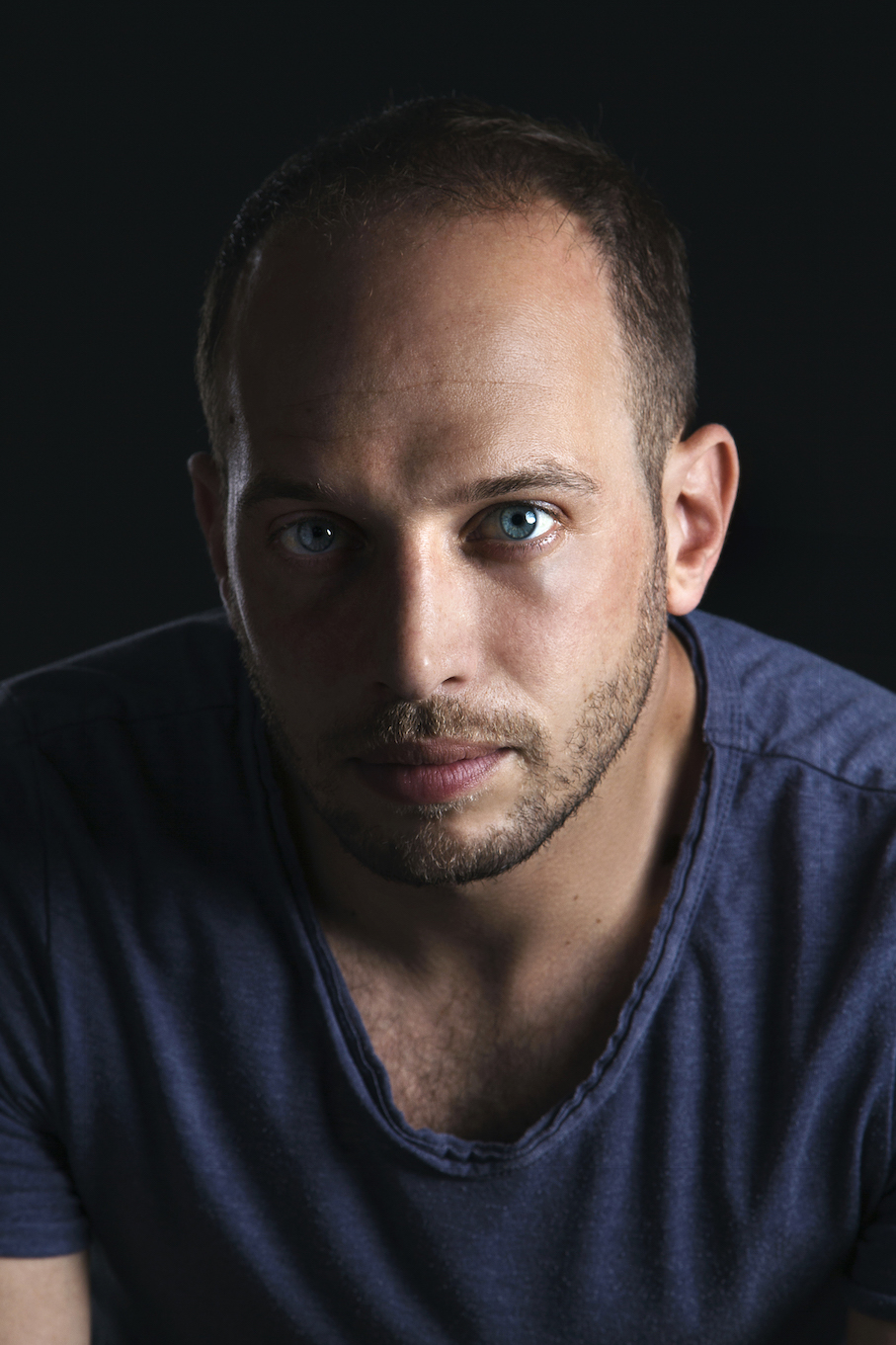
Jamie Donoughue, 2015

Jamie Donoughue (* in Leeds) ist ein britischer Filmemacher.

## Leben
Donoughue besuchte zunächst das Ashville College in Harrogate, North Yorkshire. Sein Interesse für die Arbeit beim Film wurde geweckt, als er im Alter von 17 Jahren an einem Filmset tätig war. Er studierte ab 2001 an der University of Salford Fernseh- und Radioproduktion und schloss sein Studium 2004 mit einem Bachelor ab. Nach Ende des Studiums ging Donoughe nach Leeds zurück und arbeitete als freier Regisseur. Im Januar 2008 war Mitbegründer der Produktionsfirma Left Eye Blind, mit der er unter anderem Musikvideos für Eliza Doolittle, The Enemy und The Vaccines sowie Werbefilme realisierte. Mit Spartak Pecani führte er zudem beim Thriller Ada Regie. Seit 2013 arbeitet Donoughue erneut als freier Regisseur und Drehbuchautor, unter anderem realisierte er das Script für den Werbefilm One Leeds, der 2014 erschien.
Während eines Balkanurlaubs hatte Donoughue 2010 im Zuge des Ausbruchs des Eyjafjallajökull statt geplanten drei Tagen einen fünfwöchigen Aufenthalt im Kosovo. In der Zeit lernte er viel über die Kultur und die Geschichte der Gegend und kam mit Einwohnern ins Gespräch. Dies inspirierte ihn zu seinem ersten Kurzspielfilm Shok. Der im Kosovo des Jahres 1998 angesiedelte Film basiert auf wahren Erlebnissen seines Freundes Eshref Durmishi, der im Film die Rolle eines Soldaten übernahm. Shok wurde 2016 für einen Oscar in der Kategorie Bester Kurzfilm nominiert.

## Filmografie
- 2013: Ada
- 2014: Life on the Line
- 2015: Shok
- 2017: The Last Kingdom (Fernsehserie, 2 Episoden)
- 2019: Der junge Inspektor Morse (Endeavour, Fernsehserie, 1 Episode)
- 2024: Doctor Who (Fernsehserie, 2 Episoden)

## Auszeichnungen (Auswahl)
- 2015: Jurypreis, Aspen Shortsfest, für Shok
- 2015: Preis der Jugendjury, Aspen Shortsfest, für Shok
- 2015: Bester Film, Interfilm Berlin, für Shok
- 2016: Oscarnominierung, Bester Kurzfilm, für Shok